# Słownik spolszczający Kortowicza

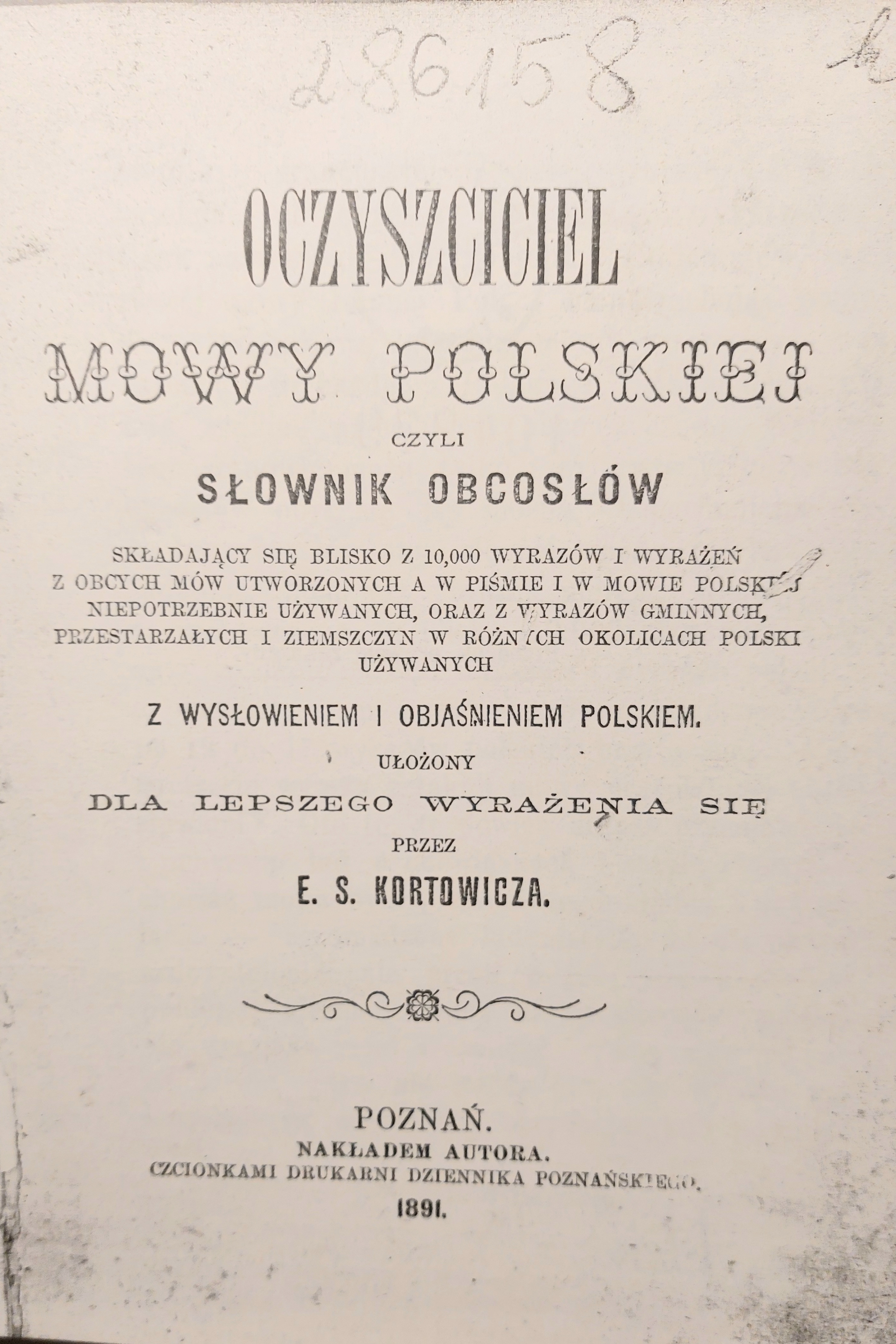
Słownik spolszczeń E. S. Kortowicza z 1891

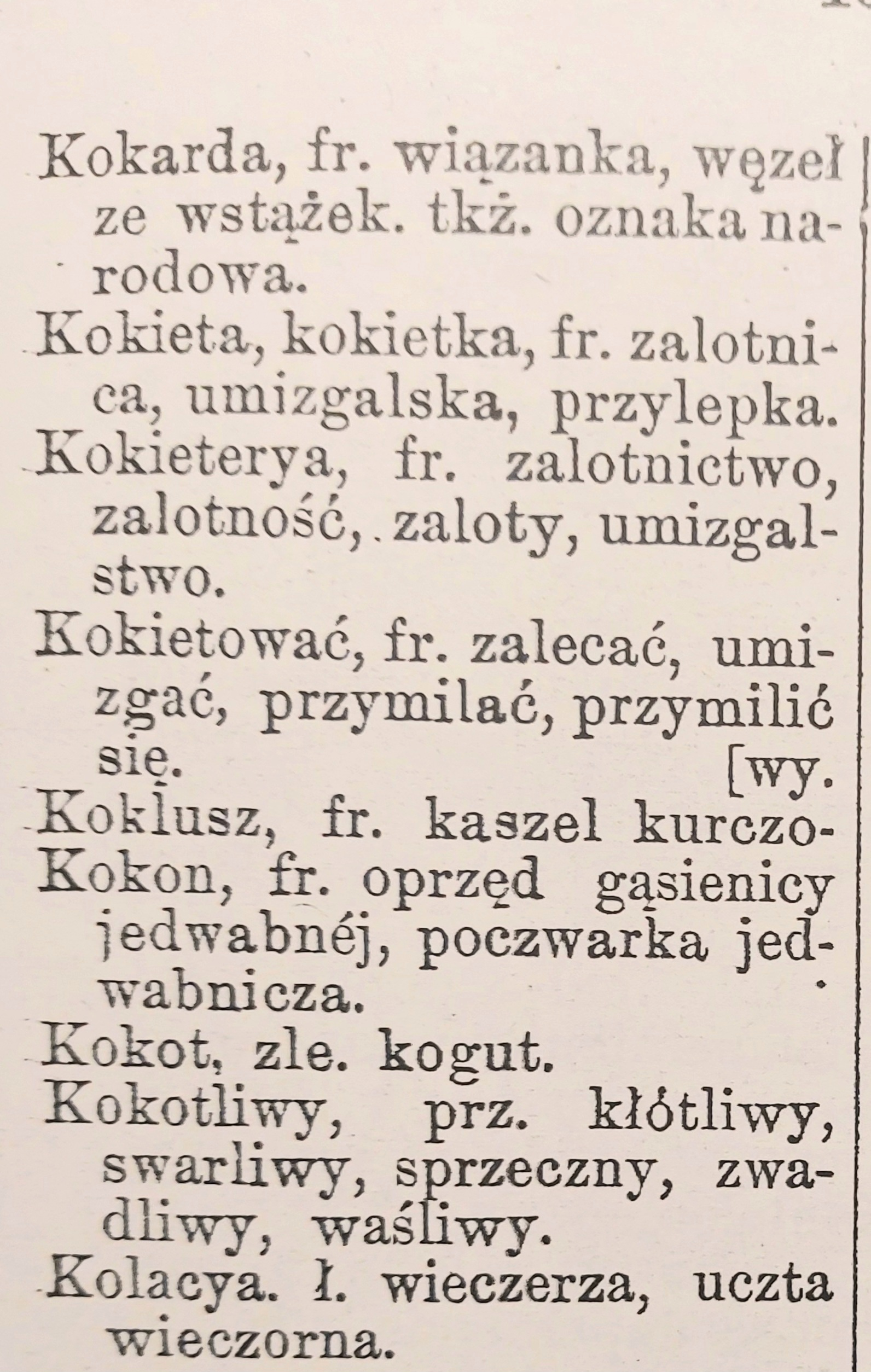
Fragment strony słownika Kortowicza z 1891

Słownik spolszczeń Kortowicza (tytuł oryginalny: Oczyszciciel mowy polskiej …)  – słownik o charakterze purystycznym z roku 1891. Hasłami są wyrazy pochodzenia obcego w języku polskim, dla których proponowane są wyrazy rodzime mające zastąpić wyrazy obce. 

## Autor i jego motywy zwalczania wyrazów obcych
O samym autorze wiadomo, że nie był profesjonalnym leksykografem czy językoznawcą, był skromnym urzędnikiem z miejscowości Pluskowęsy koło Chełmży niedaleko Torunia. Nie do końca udało się rozszyfrować inicjały jego imion: E. S. Polonista z Krakowa Artur Czesak dotarł do lokalnego historyka z tamtych stron, który w dokumentach znalazł drugie imię autora: Sylwester. Imię "Sylwester" wymienione jest też w pracy niemieckiego autora z roku 2021. Nie wiadomo natomiast, co kryje się pod literą E. 
We wstępie do słownika autor pisze, że powodem jego zainteresowania wyrazami obcymi jest troska o czystość polszczyzny. U cudzoziemców może powstać wrażenie – pisze Kortowicz – że język polski nie jest językiem odpowiednio rozwiniętym. Tymczasem prawda jest inna – polszczyzna dysponuje bogatym słownictwem, a dowodzi tego choćby ten słownik: dla około 10.000 wyrazów pochodzenia obcego zostało podanych ok. 50.000 wyrazów polskich. Używanie wyrazów obcych uznaje autor za grzech narodowy, który może doprowadzić do zaniku tożsamości narodowej. "A nie mając ziemi i mowy polskiej, nie ma Polski i Polaków". (…) „Powstać może mowa ..., tak nazwana Myszmaszem, przypominając mowę przy budowie wieży Babel”.
Słownik swój kieruje autor do ludzi mniej wykształconych, wyrażając nadzieję, „... że pracą tą przysłużyłem się nieco narodowości naszej“.  Mamy więc tu do czynienia z motywami narodowymi  (język służy podtrzymaniu tożsamości narodowej), motywami językowo-patriotycznymi (język polski jest piękny i bogaty, zapożyczenia są niepotrzebne) i językowo-strukturalnymi (wyrazy obce zaśmiecają język ojczysty, prowadząc do „miszmaszu”). 

## Lematyzacja
Słownik Kortowicza z 1891 roku liczy 352 strony i według samego autora ma ok. 10 000 haseł. Hasłami są zapożyczenia z różnych języków, np.: aplaus (z łaciny), kontur (z francuskiego), tunel (z angielskiego), alkohol (z arabskiego),  kindżał ( z tureckiego) (autor miał na myśli zapożyczenia pośrednie).  Znaczną część uwzględnionych zapożyczeń stanowią zapożyczenia z niemieckiego, czyli germanizmy. Oprócz zapożyczeń w roli haseł występują też pewne wyrazy gwarowe, przez autora nazywane gminnymi.

## Mikrostruktura
Do poszczególnych haseł (zapożyczeń) autor proponuje zwykle po kilka (mniej lub bardziej udanych) wyrazów zamiennych (spolszczeń).  Artykuły hasłowe zawierają też podstawowe informacje etymologiczne, informując za pomocą odpowiednich skrótów o języku źródłowym.
Parę przykładów na mikrostrukturę słownika:
Ganek, n. chodnik, przechodnia, przechód, przejście, przechodzieniec, sionka, ścieszka
Garnirować, fr. obszywać, obszyć, obwieść, obrąbić, oprawić, osadzić, wystroić
Koryfeusz, gr. przywódca, przewodnik, przodujący, naczelnik, głowa ludu, tkż. wiadomca, wiadomiec, świadomca nauk
Unia, ł. zjednoczenie, złączenie, jednota, związek, połączenie
Purysta, ł. oczyszciciel mowy, poprawca mowy (z obcosłów, z obczyzny)
Skróty oznaczające pochodzenie: n. – język niemiecki, fr. – język francuski, gr. język grecki, ł. – łacina.
Zwykle do danego hasła (wyrazu obcego) autor podawał kilka, czasem nawet kilkanaście spolszczeń, czyli synonimicznych wyrazów mających zastąpić „niechciane” zapożyczenie. 

## Germanizmy w słowniku Kortowicza
Słownik uwidacznia, jak wiele germanizmów było w użyciu w języku polskim u schyłku XIX wieku. Znajdujemy w nim również pochodzące z niemieckiego czy germańskiego imiona, jak: Jadwiga, ma znaczenie „bohaterka, zwyciężczyni“, Rajmund „nieskazitelny, zacny. prawy“, Ryszard, „silny, potężny, wielki“, Ulryk „majętny, zamożny“, Wilhelm to „obrońca, opiekun“, Zygmunt „zwycięstwem spokój zabezpieczający“, a Zygfryd  to  „spokój przynoszący“.
Za germanizmy uznał Kortowicz też wyrazy granica i szabla, jednak dzisiaj wiemy, że jest odwrotnie: to niemieckie Grenze i Säbel wywodzą się z języka polskiego, z tym że polskie szabla pochodzi z języka węgierskiego. 
Przykłady (tu: litery B, C) na germanizmy występujące w słowniku jako hasła (w nawiasie niektóre z proponowanych spolszczeń), których nie ma już we współczesnym języku polskim. Niektóre  funkcjonują co najwyżej jako wyrazy gwarowe.
bacha (strumyk, potok, ruczaj), badera (łazienka), bana (kolej, tor), baumeister (budowniczy), binderka (kwiaciarka), bliclajter (piorunochron), borgować (pożyczać), celt (namiot), cug (przeciąg, przewiew; pociąg, zaprząg), cugfirer (pociągowy, zawiadowca pociągu), cuszlag (dobitka, przybicie, przysądzenie).
Wyrazy przejęte z języka niemieckiego w oryginalnej formie (abstrahując od pisowni dużą literą niemieckich  rzeczowników), np.: dank, raps, recht, werk. Zapożyczenia dostosowane do polskiej pisowni z zachowaniem niemieckiej wymowy to np.:  becyrksamt, bliclajter, celt, cug, ferwalter, forszus, kuczer, szalter, sznaps (ale: schnelcug). Przy niektórych rzeczownikach rodzaju żeńskiego występuje sufiks -a w miejsce niemieckiego -e: herberga, jaka, kara, landkarta, szternwarta. Zastąpione zostały niemieckie umlauty, por. bryftreger (niem. Briefträger), cugfirer (Zugführer), jegier (Jäger), larm (Lärm).  
Germanizmy dotyczą sytuacji życia codziennego, ale też gospodarki (np. furlon, liwerunek, pacht), administracji (becyrksamt, ferwalter), rzemiosła (dreksel, schraubencyjer), komunikacji kolejowej (kuryercug, szafner, szlafwagen). 
Nieudane lub tylko częściowo skuteczne okazały się próby spolszczenia takich wyrazów jak: browar (piwowarnia), capstrzyk (wieczorka, wieczornica), cech (bractwo, związek, towarzystwo), cegła (murówka, ogniówka), czynsz (danina, opłata). 

## Źródła ekwiwalentów
Jako proponowane ekwiwalenty rodzime (spolszczenia) często występują skomplikowane złożenia, np.: książkooprawnik, książkooprawiacz, książkooprawca, zamiast buchbinder;  gwiazdopatrznia zamiast szternwarta. Zenon Leszczyński twierdzi, iż Kortowicz prawdopodobnie korzystał z innych słowników, ale też tworzył własne neologizmy.  Artur Czesak przypuszcza, że Kortowicz korzystał ze słownika Lindego, na to wskazuje zbieżność niektórych przykładów spolszczeń.
Tenże autor pisze, że Oczyszciciel Kortowicza mimo oczywistego braku profesjonalizmu autora zasługuje na to, by włączyć go w narrację o polskiej leksykografii, o społecznym pojmowaniu języka i jego czystości, do dziejów kultury języka, a przynajmniej do dziejów  polskiego puryzmu językowego. 